# Kill, la Forteresse des samouraïs
Pour plus de détails, voir Fiche technique et Distribution.
Kill, la Forteresse des samouraïs (斬る, Kiru) est un film japonais de 1968 réalisé par Kihachi Okamoto et interprété par Tatsuya Nakadai.

## Synopsis
Genta est un ancien samouraï qui, déçu par le mode leur mode de vie, est devenu un yakuza errant. Il fait la connaissance d'Hanjirō Tabata, un fermier qui rêve de devenir samouraï pour améliorer sa condition de vie. Les deux vont alors se retrouver au milieu d'une intrigue qu iles dépasse lorsque sept membres d’un clan local assassinent leur chef.

## Fiche technique
- Titre : Kill, la Forteresse des samouraïs
- Titre alternatif : La Forteresse des samouraïs[1]
- Titre original : 斬る (Kiru?)
- Réalisation : Kihachi Okamoto
- Scénario : Akira Murao et Kihachi Okamoto, d'après le roman Jours de paix de Shūgorō Yamamoto
- Production : Tomoyuki Tanaka
- Musique : Masaru Satō
- Photographie : Rokuro Nishigaki
- Montage : Yoshitami Kuroiwa
- Décors : Iwao Akune
- Société de production : Tōhō
- Pays d'origine :  Japon
- Langue originale : japonais
- Format : noir et blanc - 1,37:1 - son mono - 35 mm
- Genres : jidai-geki ; film historique ; drame
- Durée : 114 minutes[2] (métrage : 8 bobines - 3 130 m[2])
- Date de sortie :
  - Japon : 22 juin 1968[2]

## Distribution
- Tatsuya Nakadai : Genta (Hyodo Yagenta)
- Etsushi Takahashi : Hanji (Hanjiro Tabata)
- Naoko Kubo : Tetsutaro Oikawa
- Shigeru Kōyama : Ayuzama
- Akira Kubo : Monnosuke Takei
- Seishirō Kuno : Daijiro Masataka
- Tadao Nakamaru : Shoda Magobei
- Eijirō Tōno : Moriuchi Hiyogo
- Atsuo Nakamura : Tetsutaro Sasagawa
- Isao Hashimoto : Konosuke Fujii
- Yoshio Tsuchiya : Matsuo Shiroku

## À noter
- Kill! est tiré du roman Jours de paix de Shūgorō Yamamoto, le même livre qui a servi de base au scénario de Sanjuro d'Akira Kurosawa.